# Lloret de Vistalegre
Lloret de Vistalegre (em catalão e oficialmente; em castelhano: Lloret de Vista Alegre), também conhecido como Llorito, é um município da Espanha na ilha de Maiorca, província e comunidade autónoma das Ilhas Baleares. Tem 17,4 km² de área e em 2021 tinha 1 465 habitantes (densidade: 84,2 hab./km²).

## Demografia
| Variação demográfica do município entre 1991 e 2004 [carece de fontes?] | Variação demográfica do município entre 1991 e 2004 [carece de fontes?] | Variação demográfica do município entre 1991 e 2004 [carece de fontes?] | Variação demográfica do município entre 1991 e 2004 [carece de fontes?] |
| ----------------------------------------------------------------------- | ----------------------------------------------------------------------- | ----------------------------------------------------------------------- | ----------------------------------------------------------------------- |
| 1991                                                                    | 1996                                                                    | 2001                                                                    | 2004                                                                    |
| 814                                                                     | 818                                                                     | 981                                                                     | 1107                                                                    |